# Griffon (motorfiets)
Griffon is een historisch merk van motorfietsen uit Frankrijk met een dochteronderneming in het Verenigd Koninkrijk. De bedrijfsnaam was Ets. Griffon. De fabriek was gevestigd te Courbevoie.

## Voorgeschiedenis
Het merk Griffon ontstond door een twist tussen de neven Eugène en Armand Peugeot, die tot 1895 samen leiding gaven aan Peugeot, dat toen nog "les fils de Peugeot frères" (de zonen van de gebroeders Peugeot) heette. Hun wegen scheidden, Eugène bleef leiding geven aan de fietsenfabriek "les fils", terwijl Armand zich op gemotoriseerde voertuigen zou storten met zijn "Société Anonyme des Automobiles Peugeot". Ze spraken af dat ze elkaar niet zouden beconcurreren; Eugène Peugeot zou geen motorrijtuigen maken, Armand Peugeot geen fietsen.
Al in 1898 werd deze afspraak geschonden, toen Eugène Peugeot op het "Salon du Cycles" niet alleen fietsen presenteerde, maar ook diverse tricycles en quadricycles met motoren van De Dion-Bouton en eigen motoren. Daar kwam nog bij dat Ernest Zürcher en Herman Lüthi op hun zoektocht naar een fietsenfabriek die een sterk frame voor hun Z.L. clip-on motor kon maken, bij les fils de Peugeot frères terechtkwamen. Dit bedrijf kreeg bovendien te maken met een steeds grotere concurrentie op de rijwielmarkt, waardoor het erg aantrekkelijk werd op de voorstellen van Z.L. in te gaan. Waarschijnlijk om problemen met Armand Peugeot te voorkomen, werd door les fils de Peugeot frères in 1900 de naam "Griffon" gedeponeerd. Vreemd genoeg werden vanaf 1902 zowel Peugeot- als Griffon motorfietsen geproduceerd, aanvankelijk nog met Z.L. motoren. Omdat de naam Z.L. voor Fransen "te Duits" was, werd deze omgedoopt tot "Zedel".

## Griffon (Courbevoie)
Nadat de eerste Peugeot motorfietsen onder de naam "Griffon" waren ingezet in races, besloot de bedrijfsleiding van "les fils de Peugeot frères" dat dit merk een eigen fabriek in Courbevoie zou krijgen. Medewerker Edmond Gentil hoopte directeur van deze fabriek te worden, maar toen dit niet gebeurde besloot hij voor zichzelf te beginnen onder de naam Alcyon.

Griffon werd een merk met een groot aanzien dat eencilinders en V-twins maakte. Later werden ook lichte tweetakten geproduceerd. Ook werden motorblokken van Zedel en Clément ingebouwd. Het bedrijf bestond tot 1955, hoewel het in 1927 weer was overgenomen door Peugeot. In de jaren dertig, -veertig en -vijftig werden door Peugeot uitgebrachte modellen steeds onder de merknaam "Griffon" uitgebracht.

## Griffon (Londen)
Het Britse bedrijf Griffon Motors in Londen was een dochteronderneming van Griffon. De bedrijfsnaam was Griffon motors Ltd., London WC. Hier werden van 1903 tot 1906 motorfietsen gebouwd met 2¾ en 3 pk Zedel-inbouwmotoren.

## Afbeeldingen

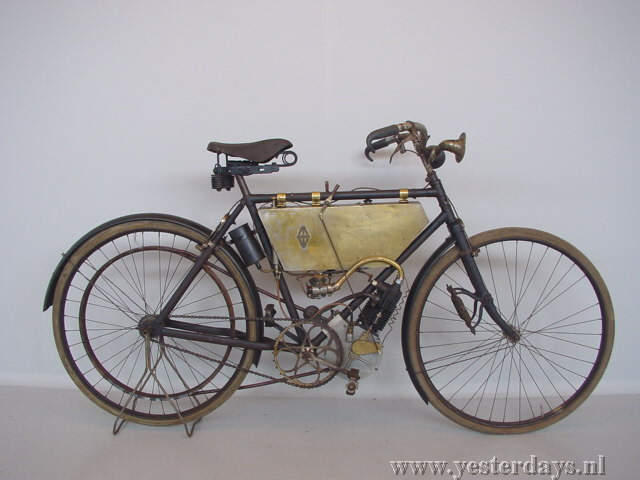
Franse Griffon 1 3/4 pk uit 1902
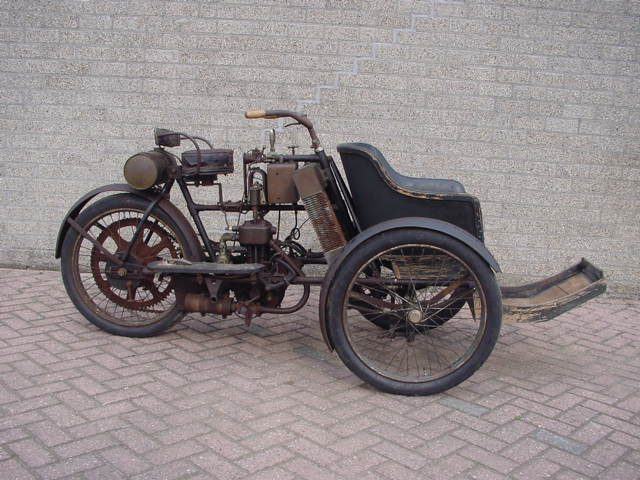
Franse Griffon 500 cc Forecar uit 1904
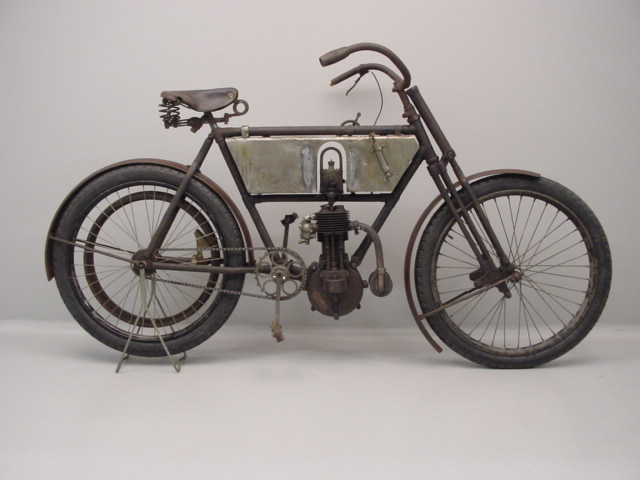
Franse Griffon 350 cc uit 1905
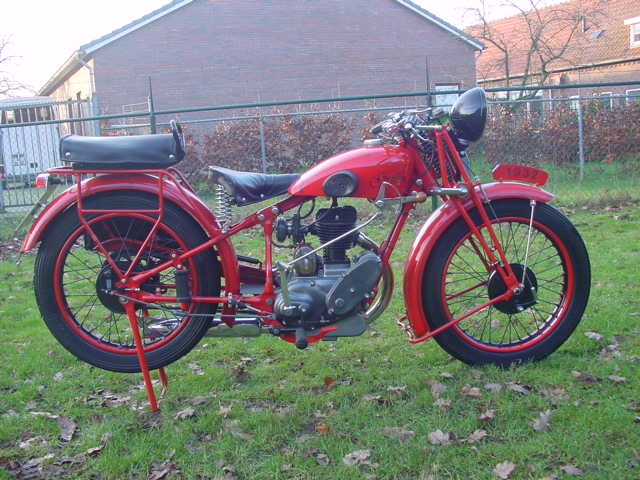
Deze Franse Griffon G 507 (350 cc) uit 1933 was identiek aan de Peugeot P 107